# Magnus Petri Mört
Magnus Petri Mört, död 5 mars 1676 i Västra Ny socken, han var en svensk kyrkoherde i Västra Ny församling.

## Biografi
Magnus Petri Mört var från Småland. Han blev 19 augusti 1625 student vid Uppsala universitet, Uppsala och prästvigdes 2 mars 1626. Mört blev 1639 kyrkoherde i Västra Ny församling, Västra Ny pastorat. Han avled 5 mars 1676 i Västra Ny socken.

### Familj
Mört gifte sig med Elsa Brask. Hon var dotter till kyrkoherden Petrus Johannis och Elsa Brask i Västra Ny församling. De fick tillsammans barnen krigsmanshuspastorn Peder Mört (1640–1720) i Vadstena krigsmanshusförsamling, Elsa Mört (1642–1710) som var gift med löjtnanten Johan Lund, Anna Mört (död 1716) som var gift med kyrkoherden Jonas Martini Frodelius i Västra Ny församling och Margareta Mört (1649–1739) som var gift med komministern Andreas Torin i Ransbergs församling.